# 2003 YN107
2003 YN107 (也可以寫成2003 YN107) 是一顆非常小的近地天體，於2003年12月20日被林肯近地小行星研究小組 (LINEAR) 在環繞太陽的軌道中發現。它的直徑大約在10-30米之間，接近通常用來區分小行星和流星體的10米分界線。2003 YN107 在NASA的接近地球天體的清單上，並且估計會以0.0599天文單位的距離與地球擦身而過。
它公轉太陽的週期與地球相近，幾乎是圓形，軌道週期為363.846日，也與恆星年非常接近。它最顯著的特性是在1996年至2006年間，與地球保持在0.1天文單位距離內，以一年的週期慢慢的伴隨著地球公轉。然而，2003 YN107不是地球的第二顆衛星，因為它沒有受到地球的約束。它是與地球共軌的小天體集團，或是準衛星，被發現的第一顆。在這個集團中的其他成員包括(10563) Izhdubar、(54509) YORP、 (66063) 1998 RO1、(85770) 1998 UP1、和(85990) 1999 JV6。
在1996年之前，這顆小行星以所謂的馬蹄形軌道沿著地球軌道環繞著太陽。2006年以後，它又恢復了這樣的軌道。事實上，它非常像另一顆小天體2002 AA29。顯然，對共軌小天體來說，這種軌道改變是常見的，2002 AA29大約在600年以後也會成為地球的準衛星。

## 相關的天體
- 2002 AA29 – 近地天體
- 6Q0B44E
- 2006 RH120
- (3753 克魯特尼) – 地球的準衛星

## 外部連結
- NASA's Near-Earth Object close approach tables（页面存档备份，存于）
- NEODyS: 2003YN107 （页面存档备份，存于）
- Corkscrew Asteroid, Dr. Tony Phillips, Science@NASA, June 9, 2006.